# Alekszandr Vasziljevics Belouszov
Alekszandr Vasziljevics Belouszov (cirill betűkkel Александр Васильевич Белоусов) (Rivne, 1952. szeptember 8. –) oroszországi katonai vezető, hadseregtábornok. Szolgált az NDK-ban, a távol-keleten, a Moszkvai és a Leningrádi Katonai Körzetben. Magas rangú parancsnok volt a második csecsen háborúban.  2004-től 2007-ig a honvédelmi miniszter első helyettese volt. 2007 szeptemberétől 2009 novemberéig ő vezette az Oroszországi Föderáció Fegyveres Erői Vezérkarának Katonai Akadémiáját.

## Pályafutása
Alekszandr Belouszov 1973-ban végezte el a moszkvai összfegyvernemi parancsnoki iskolát, majd Németországban szolgált. 1978-tól a Közép-ázsiai Katonai Körzetbe helyezték, ahol egy gépesített lövészzászlóaljban volt először parancsnokhelyettes, majd parancsnok. 
1984-ben elvégezte a Frunze Katonai Akadémiát, majd a Leningrádi Katonai Körzetben egy gépesített lövészezred parancsnoka lett. 1989-ben előléptették hadosztályparancsnok-helyettessé, majd két évvel később hadosztályparancsnokká. 
1993-ban vezérőrnaggyá léptették elő.

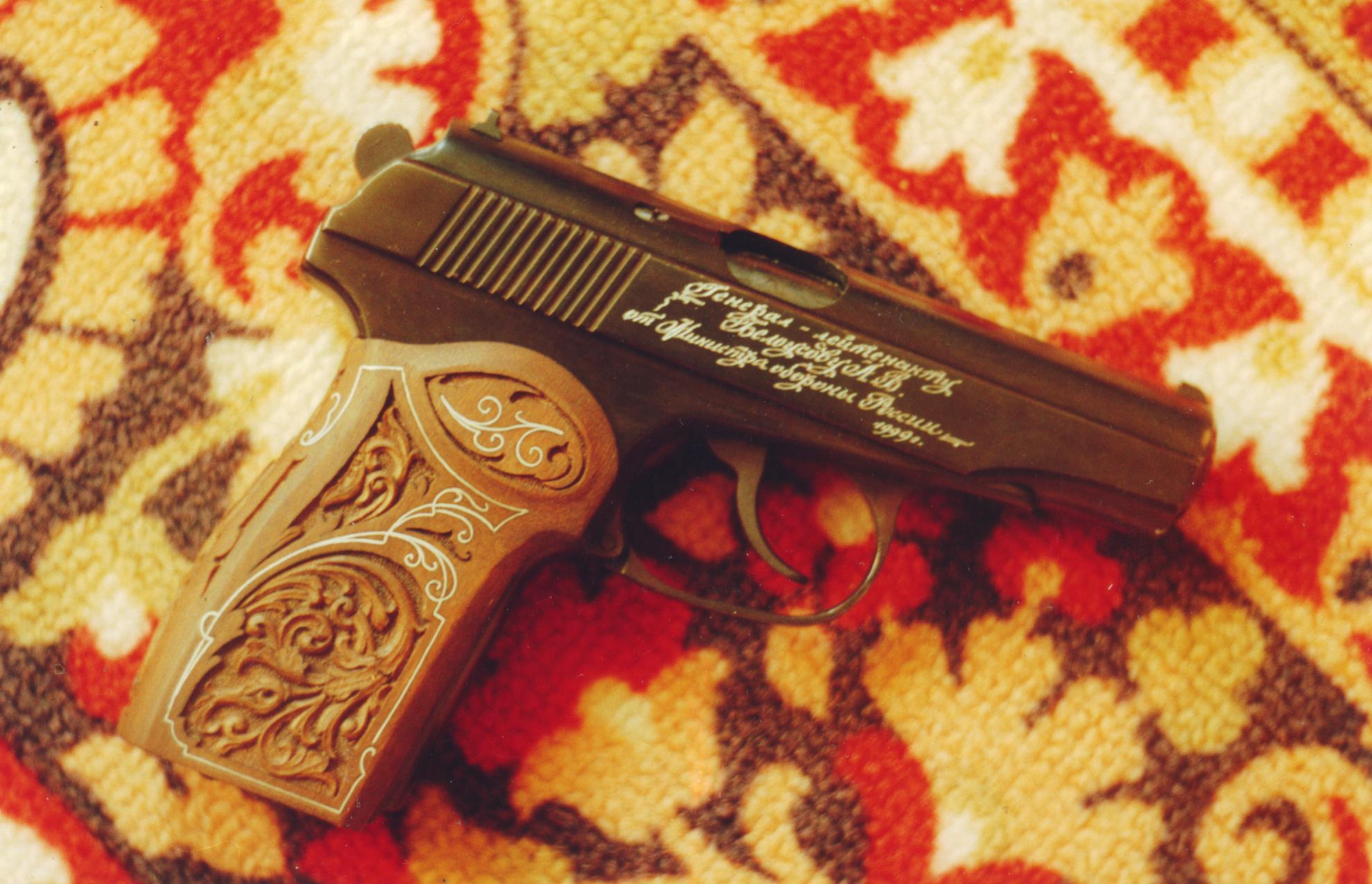
Névre szóló ajándék Makarov-pisztoly „A. V. Belouszov altábornagynak Oroszország honvédelmi miniszterétől 1999”

1995-ben elvégezte az Oroszországi Föderáció Fegyveres Erői Vezérkarának Katonai Akadémiáját. Ezután a Távol-keleti Katonai Körzetbe küldték, kinevezték a 34. hadsereg parancsnokának helyettesévé, majd vezérkari főnökké, a hadseregparancsnok első helyettesévé. 1997 augusztusában újabb előléptetést kapott: az 5. hadsereg parancsnoka lett. 1999 augusztusában a Moszkvai Katonai Körzet parancsnokhelyettese lett. 
Ebben az időben – már vezérezredesi rendfokozattal – többször is időt töltött Csecsenföldön, mint az Észak-kaukázusi Katonai Körzet parancsnokának rendkívüli szituációkért felelős helyettese.
2004 júliusában a honvédelmi miniszter első helyettesévé nevezték ki. 2006-ban hadseregtábornokká léptették elő.
2007 szeptemberétől két évig az Oroszországi Föderáció Fegyveres Erői Vezérkarának Katonai Akadémiáját vezette. 2009 decemberétől nyugállományban van.

## Családja
Belouszov nős, egy fia és egy lánya van.